# Georgiska lari
Georgiska lari (georgiska: ქართული ლარი, Kartuli lari) är den valuta som används i Georgien. 
Valutakoden är GEL. 1 Lari = 100 tetri.
Valutan infördes den 25 december 1995 och ersatte den tidigare kuponi lari som 1993 i sin tur ersatte den tidigare ryska rubeln och har fått sitt namn från det georgiska ordet lari för både "skatt" och "egendom" och tetri är georgiska silvermynt från 1200-talet. 

## Användning
Valutan ges ut av Georgiens nationalbank - NBG som ombildades 1993 och har huvudkontoret i Tbilisi.

## Valörer
- Mynt: 1 och 2 Lari
- Underenhet: 1, 2, 5, 10, 20 och 50 tetri
- Sedlar: 1, 2, 5, 10, 20, 50 100 och 200 GEL